# Elisabeth Becker
Pour un article plus général, voir Procès du Stutthof.
Elisabeth Becker, née le 20 juillet 1923 et morte le 4 juillet 1946, est une gardienne de camp de concentration pendant la Seconde Guerre mondiale. Condamnée à mort après la guerre, elle est exécutée par pendaison.

## Biographie

### Origines et carrière professionnelle
Elisabeth Becker est née le 20 juillet 1923 à Neuteich (aujourd'hui Nowy Staw, Pologne), dans le territoire de la ville libre de Dantzig, d'une famille allemande.
En 1936, âgée de 13 ans, elle rejoint la Ligue des jeunes filles allemandes.
En 1938, elle devient conducteur de tram à Dantzig.
En 1939, les Allemands arrivent dans la ville et Becker s'en accommode rapidement. En 1940, elle commence à travailler pour la société Dokendorf à Neuteich, où elle sera employée jusqu'en 1941, année où elle devient assistante agricultrice à Dantzig.

### Gardienne de camp de concentration
En 1944, les SS ont besoin de plus de gardiens pour le camp de concentration voisin du Stutthof. Elisabeth Becker est appelée par conscription au service. Elle arrive au camp de concentration du Stutthof le 5 septembre 1944 pour commencer sa formation et son entraînement comme Aufseherin SS. Elle travaillera plus tard au camp de femmes du Stutthof, au SK-III. Là, elle a personnellement procédé à des sélections de femmes et d'enfants pour les chambres à gaz et a battu des prisonniers.

### Condamnation et exécution

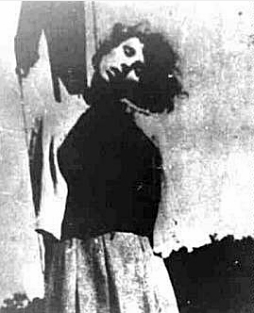
Exécutions à Biskupia Gorka : Elisabeth Becker pendue.

Elisabeth Becker s'enfuit du camp le 15 janvier 1945 et revient chez elle à Neuteich. Le 13 avril 1945, la police polonaise l'arrête et l'emprisonne en attendant un procès. Le premier procès du Stutthof commence à Dantzig le 31 mai 1946 avec 15 inculpés, dont cinq anciennes gardiennes SS, le sous-officier et commandant des gardiens SS Johann Pauls et quelques kapos. Elisabeth Becker, avec les autres accusés, est condamnée à mort.

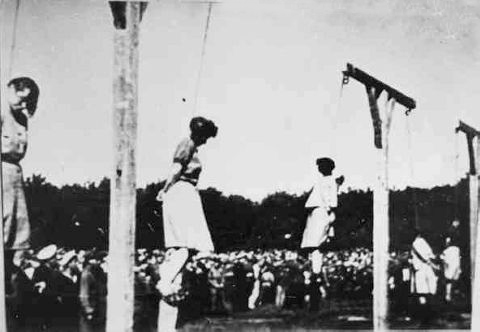
Biskupia Gorka executions - 12 - Barkmann, Paradies, Becker (au centre), Klaff, Steinhoff (de gauche à droite).

Elisabeth Becker envoie plusieurs lettres au président polonais Bolesław Bierut en demandant pardon, arguant que ses actes n'avaient pas été aussi graves que ceux de Gerda Steinhoff ou de Jenny-Wanda Barkmann. La cour recommande la clémence à l'appui de sa demande de grâce, proposant une peine alternative de 15 années de prison mais la grâce lui est finalement refusée. Elle est pendue en public le 4 juillet 1946 à Biskupia Górka avec les onze autres condamnés. Elle est amenée avec les autres par une flottille de onze camions (un par condamné). Elle est placée sous sa potence, cravatée avec un nœud coulant, juchée sur un tabouret. Le camion se retire. En tombant de haut, il semble qu'elle eut une fin rapide, le cou brisé.

## Autres accusées du camp de Stutthof
Dans l'ordre de leur pendaison aux potences, de gauche vers le centre :
- Jenny-Wanda Barkmann, Aufseherin SS (première à être exécutée),
- Ewa Paradies, Aufseherin SS (dernière à être exécutée),
- Elisabeth Becker, Aufseherin SS,
- Wanda Klaff, Aufseherin SS,
- Gerda Steinhoff, Oberaufseherin SS (potence centrale, à droite du commandant),
- Johann Pauls, commandant des gardiens SS.

## Sources
Pour un article plus général, voir Procès du Stutthof.
- (en) Cet article est partiellement ou en totalité issu de l’article de Wikipédia en anglais intitulé « Elisabeth Becker » (voir la liste des auteurs).